# Acrapex albivena
Acrapex albivena is een vlinder van de familie van de uilen (Noctuidae). De wetenschappelijke naam van deze soort is voor het eerst voorgesteld door George Francis Hampson in een publicatie uit 1910.

## Verspreiding
De soort komt voor in Zimbabwe en Zuid-Afrika.

## Waardplanten
De rups leeft op diverse soorten van de grassenfamilie (Poaceae) waaronder Cymbopogon sp., Imperata cylindrica en Miscanthus ecklonii.